# Jordan Alexander
Jordan Alexander (Toronto, 27 de julho de 1993) é uma atriz canadense. Se tornou muito conhecida por ser a protagonista do reboot Gossip Girl, onde interpreta Julien Calloway, personagem equivalente a Serena van der Woodsen de Gossip Girl original. A atriz estreou na TV em 2008 e é conhecida também por séries como Rookie Blue, Tortured e Sacred Lies.

## Biografia e carreira
Nascida em Toronto no Canadá, Jordan Alexander, além de atriz, também é cantora e ativista. Em 2016, como cantora Jordan lançou seu álbum de estreia chamado The Lonely Hearts Club. Ela já abriu shows para artistas como Kehlani, Carly Rae Jepsen e já fez turnê com Bif Naked.
A carreira de atriz de Jordan começou em 2008, quando ela atou no filme de Tortured, em 2010 ela atou no sitcom The Latest Buzz como a personagem Chloe, no mesmo ano atou na série Rookie Blue como a Mia, em 2012 atou em Please Kill Mr. Know It All, em 2016 na série Unbury the Biscuit, em 2020 estreou na série americana Sacred Lies interpretando a Elsie, neste ano de 2021 se tornou a protagonista do reboot Gossip Girl, onde interpreta a Julien Calloway. 

## Filmografia
- 2008 - Tortured
- 2010  - The Latest Buzz
- 2010 - Rookie Blue
- 2012 - Please Kill Mr. Know It All
- 2016 - Unbury the Biscuit
- 2020 - Sacred Lies
- 2021 - Gossip Girl